# 溫哥華港口局
溫哥華港口局（英語：Port Metro Vancouver），法定名稱為溫哥華菲沙港口局（Vancouver Fraser Port Authority），是加拿大卑詩省大溫哥華地區的港口事務管理單位，其轄下港口設施以貨物吞吐量計算於2010年為全加拿大最繁忙和北美第四繁忙。
此機構的前身為三個不同的港口管理局，分別為溫哥華港（Port of Vancouver）、菲沙河港口局（Fraser River Port Authority）和北菲沙港口局（North Fraser Port Authority）。由於三個機構各自為政，三者在業務上競爭之餘亦無法有效共享資源。2006年當地傳媒報道指加拿大太平洋輪船公司（CP Ships）將業務從菲沙河港口局轄下的素里碼頭遷移到運量將近飽和的溫哥華港布勒内灣碼頭而導致前者大致丟空，更突顯港口運作效率欠佳的問題。有見及此，聯邦交通部長於2006年批准就三個機構合併所帶來的影響進行研究。研究報告指三者合併利多於弊，加拿大聯邦政府因此於2007年12月21日發放准許三個機構合併的授權書，三個機構遂於2008年1月1日合併成溫哥華港口局。

## 外部連結

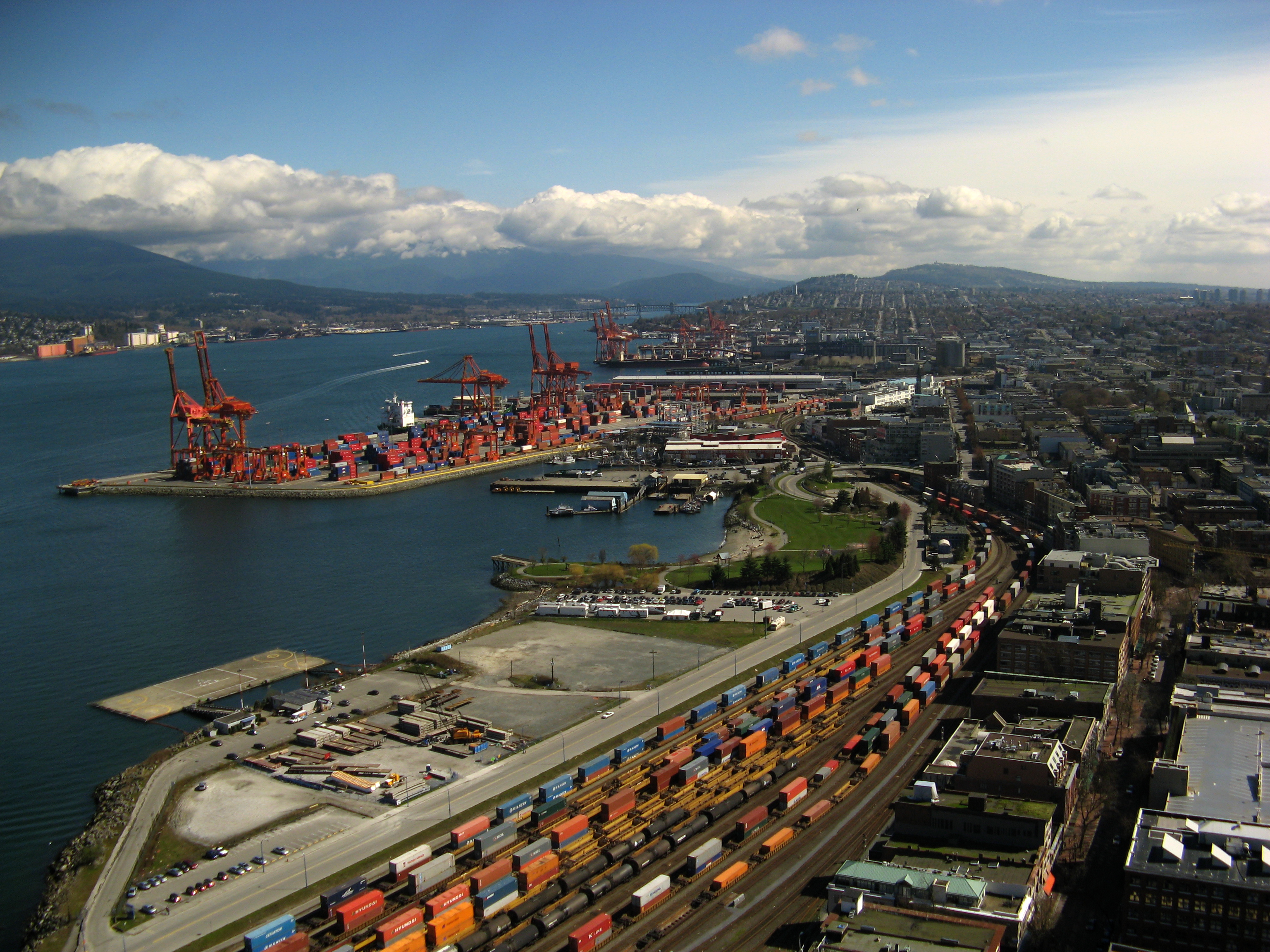
溫哥華港口局布勒内灣碼頭

- （英文）Port Metro Vancouver （页面存档备份，存于）－溫哥華港口局官方網站